# Franz Noska
Franz Noska (1. března 1832 Češnovice – 2. února 1902 Ebensee) byl rakouský politik českého původu působící v Horních Rakousích, v 2. polovině 19. století poslanec Říšské rady

## Biografie
Narodil se v jižních Čechách. Byl etnicky českého původu. Působil jako poštmistr a majitel nemovitostí v Ebensee. Původně byl lesnickým adjunktem. Oženil se ale s vdovou po poštmistrovi Kochovi z Ebensee a převzal tamní hostinec Zur Post. Funkci poštmistra držel od roku 1864. Působil rovněž jako starosta Ebensee. Úřad starosty zastával v letech 1867–1870 a 1879–1891. V roce 1879 se zasadil o zřízení chudobince, roku 1881 se podílel na založení odborné dřevařské a truhlářské školy a roku 1891 chlapecké školy.
Zasedal taky jako poslanec Říšské rady (celostátního parlamentu Předlitavska), kam nastoupil ve volbách roku 1879 za kurii venkovských obcí v Horních Rakousích, obvod Gmunden, Kirchdorf atd. Ve volebním období 1879–1885 se uvádí jako Franz Noska, c. k. poštmistr a majitel nemovitostí, bytem Ebensee. Po volbách roku 1879 se uvádí jako konzervativec. Byl členem konzervativního Hohenwartova klubu. Od listopadu 1881 zasedal v nově utvořeném tzv. Liechtensteinově klubu (oficiálně nazývaný Klub středu, Zentrumsklub). Podle jiného zdroje definitivně svůj přestup oznámil až v lednu 1882.
Navzdory svému působení v hornorakouském veřejném a politickém životě si udržoval vztah k českému národu. V roce 1873 například zaslal věcný dar loterii české Matice školské.
Zemřel v únoru 1902.
Jeho syn Max Noska byl zastřelen roku 1894 při lovu na ruském Kavkaze. Působil tehdy jako rezervní důstojník a sloužil v Rusku jako správce statků a obor u velkoknížete Petra Nikolajeviče. Při neštěstí byla zabita i jeho manželka Marie, rozená Skrejšovská, která byla dcerou českého politika a publicisty Jana Stanislava Skrejšovského.